# Ciudad Bolívar (kommun)
Ciudad Bolívar är en kommun i Colombia.   Den ligger i departementet Antioquía, i den nordvästra delen av landet, 250 km nordväst om huvudstaden Bogotá. Antalet invånare är 28 279.